# Afroskokan terčobřichý

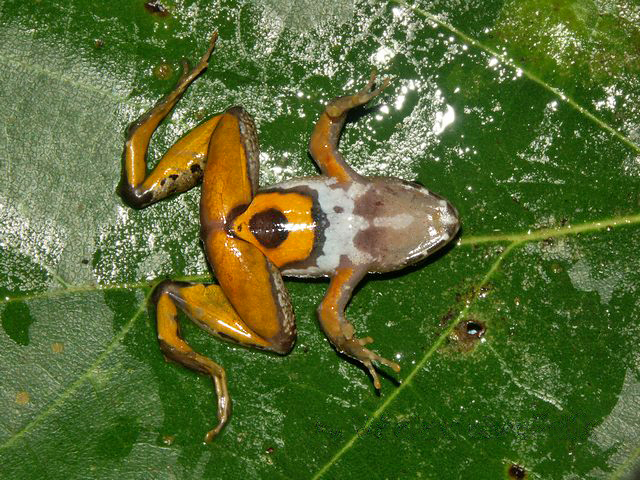
Břicho skokana s terčem

Afroskokan terčobřichý (Phrynobatrachus cricogaster) je druh menší žáby ze Subsaharské Afriky. Je součásti bohatého rodu afroskokan tvořeného asi 90 druhy, ve kterém jsou i nyní popisovány druhy nové. Nejbližším sesterským druhem je afroskokan Steindachnerův (Phrynobatrachus steindachneri).

## Rozšíření
Vyskytuje se v jižních a západních Kamerunských horách rozkládajících se na území západního Kamerunu a východní Nigérie; Kamerunské hory jsou známé u flory i fauny vysokou mírou endemismu. Afroskokan terčobřichý nejvíce obývá prostor hory Manengouba vysoké 2396 m, kde žije skrytě v listovém opadu a v nízké keřovité vegetaci v nadmořské výšce od 850 do 1850 m n. m. Jeho životním prostředím je submontánní a horský nebo podhorský, primární i sekundární les s hustým porostem, v otevřené krajině se nevyskytuje. Rozmnožuje se v jezírkách se stojatou vodou podél horských toků.

## Popis
Afroskokan terčobřichý je poměrně malý obojživelník se štíhlým tělem a hlavou mírně širší než delší. Velikost samce se pohybuje od 20 do 23 mm a samice 30 až 32 mm. Tupé prsty má na koncích rozšířené a mezi nimi dobře vyvinuté plovací blány. Po stranách těla a končetin má kožní záhyby. Ušní bubínky jsou malé, ale zřetelné. Pokožku má na zádech a bocích zrnitou, na zádech uniformně tmavě hnědou nebo v oblasti lopatek jsou dvě hnědočervené skvrny. Na břišní straně je světle béžová, končetiny má hnědě červené vespod s tmavším mřížováním. Ve středu břicha má výrazný černý terč se světlým středem, terč je tvořen černým soustředěným prstencem zasahujícím na boky a slabiny, jeho střed je světlý, žlutý nebo oranžový. Tímto vzorem se výrazně odlišuje od ostatních kamerunských i nigerijských druhů a odtud pochází i jeho druhové jméno "terčobřichý".
Žáby jsou převážně suchozemské a drobné živočichy loví ve vlhkém spadaném listí hustých a travnatém porostů řídkých lesů. Vodu využívají převážně jen ke kladení vajíček při rozmnožování a pak slouží k vývoji oválných až zploštělých pulců, který končí přeměnou v malé, samostatně se živící žabky. Dospělci žijí osaměle a svolávají se jen v období množení. Jako většina tropických žab nemají ani tyto pevnou dobu páření a rozmnožují se obvykle celoročně, ale v závislosti na místních klimatických podmínkách s ohledem na příchod deštivého období.

## Ohrožení
Druh žije poměrně roztříštěně a v současnosti má počet jeho jedinců klesající trend. Životní prostor je zmenšován v důsledku rozšiřování zemědělské půdy, výsadby stromových plantáží, rozšiřování obývaných míst a těžby dřeva jak pro stavební účely, tak i pro palivo. Řídké a od lidských obydlí nepříliš vzdálené lesy jsou pošlapávány pasoucími se hospodářskými zvířaty, hledající v období sucha zelenou pastvu v lesích. Poblíž lesů jsou na polích pro zvýšení úrody často používány herbicidy a pesticidy, jejich rozptýlení v blízkých nevelkých jezírkách negativně ovlivňuje vývoj larválního stadia žab a velké množství pulců se nedočká dospělosti. V této oblasti se také vyskytuje chytridiomykóza, nemoc způsobována primitivní chytridiomycetní houbou Batrachochytrium dendrobatidis, která decimuje místní obojživelníky.
Afroskokan terčobřichý se vyskytuje na rozloze okolo 24 000 km², v Nigérii částečně žije v národním parku Cross River, v Kamerunu není nikterak chráněn. Podle IUCN přežívá ve značně roztříštěné populaci, jeho výhled je do budoucna nepříznivý a proto je hodnocen jako téměř ohrožený druh (NT).